# 繼續探險
《繼續探險》，是香港科幻作家倪匡衛斯理系列中一本小説，系列編號74，是另外一本衛斯理系列小説《探險》的續集。
故事主要描述衛斯理白素夫婦不為人知的悲慘過去，而慘劇的因由卻是白素父輩們的陰差陽錯之下一手鑄成，衛斯理白素夫婦為尋找真相，深入苗疆，竟發現了自己已經遺忘的一段回憶……

## 故事概述
白老大还是不愿意透露白素母亲失踪的秘密，卫斯理与白素继续明查暗访，与当年主要人物会面，寻找线索。在一堆看似无关的文字片断被逐段拼凑出来后，他们骇然发现，白素母亲的失踪竟与外星人大有关联！更令人震惊的是，卫斯理与白素原来有一个女儿！为何卫斯理从未提及过女儿的事？他与白素的母亲是否有关系？

### 紅綾的訓練
《繼續探險》開始之時，是《探險》完結十數日後，故事依然圍繞衛斯理、白素、白奇偉三人對白素兄妹之母的身份探索。白素兄妹的父親白老大將子女之母視為平生最大的秘密，絕不透出半點風聲，甚至到達恩斷義絕的地步，三人與白老大暗中角力，卻陷入更深的謎團。
白素在苗疆發現的女野人，被當地人取名紅綾（當地苗語代表「女野人」），白素決定暫時留在苗疆，訓練她能適應人類生活為止。白素將訓練過程拍攝成一大堆錄影帶，帶回香港的衛斯理處。錄影帶影像可見，紅綾的多餘毛髮漸漸退掉，成為濃眉大眼、英姿颯爽的漂亮姑娘。白素將語言（漢語、布努（苗語一種）、英語）、寫字、武術一一教授給紅綾。她除寫字，其餘能力學習速度極快，由此可見，她智商極高。
白素打算把紅綾帶到城市，衛斯理強烈不同意，怕她女野人性子會破壞社會秩序，白素欲言又止。
白素表示要回苗疆多一次，她回想白老大多年前罹患腦瘤（故事發生在另一本衛斯理系列小説《命運》），手術成功除去腦瘤的機會只有一半，白老大固執不肯動手術，暗中用小型錄音機錄下遺言，但被衛斯理白素夫婦（以後簡稱衛白夫婦）發現，白素明知父親打算留下白素兄妹生母的秘密，但為免白老大生存意志盡失，白素把錄音機毀去，令白老大非常感動，同意動手術，手術並得以成功。

### 衛斯理白素夫婦的調查
根據衛白夫婦調查，當年在白素出生的那年正月，白老大（那時以陽光土司的身分出現）攜帶兒女在苗疆中救了一位團長，團長表示白老大的家庭還是十分幸福快樂。但半年後，白老大遇上了鴉片販子殷大德時，家庭卻發生巨變。此外，那半年中，白老大還遇上飛機失事墜機，救起兩個人。他們向此方向調查，當年正藉國共內戰（書中化名甲軍乙軍的對戰），墜機生還者可能知道內情不定。
衛白夫婦向國軍（書中化名甲軍）退休空軍將官談話，其中一位甚至是陳納德將軍飛虎隊中著名的戰鬥英雄，但他們知之不詳，軍中的機密檔案，也找不到一點線索，故認為是小型機的軍事任務飛行。於是衛白夫婦轉向解放軍（書中化名乙軍）調查，他們通過原振俠醫生密友海棠查詢，但她表示當時根本沒有任何制度紀錄資料，而解放軍沒有空軍，亦沒有飛機，甚至沒人懂得駕駛，所以當年失事飛機不屬於解放軍。

### 陳水的證言
接下來的某一天，團長上門拜訪衛白夫婦，同時帶來民國時期雄踞四川西部軍閥陳天豪麾下警衛隊長陳水。衛白夫婦知道白老大是與陳天豪長女，陳大小姐陳月蘭一同入苗疆，但之後之事則一概不知，兩人是什麼關係也不知道。而且中間還關係著一個人，陳天豪的二女兒陳月梅，也就是後來的韓夫人。
陳水透露，當年有一位與他同等級地位軍官「邊花兒」（四川土話，意思為瞎了一隻眼的人）共事過，邊花兒為傈僳族人，只懂傈僳語，曾單戀陳月蘭。邊花兒原來為深藏不露的武功高人，他把一身武藝傳授給陳月蘭，其後叛軍行刺陳天豪，陳天豪遺言要邊花兒將陳月梅帶到陳月蘭處。邊花兒突破重圍，救走陳月梅，而陳水因肚瀉不在場，卻避過一劫。

### 傈僳族保鑣的證言
白素立即將資料交到正在參加印尼一項大型水利工程的白奇偉，白奇偉知道宣赫一時的銀行家殷大德的保鑣亦是傈僳族人，同樣武藝高強，他可能和邊花兒有關，而殷大德的大本營就在當地，正好向殷大德詢問。
殷大德帶白奇偉到傈僳族保鑣處，白奇偉把邊花兒的事蹟告訴保鑣，透過翻譯中得知，邊花兒在傈僳族人中地位相當高，尊稱「獨目天王」，可是他後來去漢人中當兵，接著沒信息了。白奇偉迫問傈僳族保鑣的武功來歷，然而傈僳族保鑣曾發毒誓，至死不會透露武功來歷。白奇偉立即猜出，傈僳族保鑣是由一名女子傳授武功，而女子就是陳月蘭，那麼傈僳族保鑣就是獨目天王再傳弟子。
白奇偉再追問傈僳族保鑣，他表示陳月蘭傳他武藝，是白老大離開苗疆之後四年的事了。這證明陳月蘭還可能在生，白奇偉質問陳月蘭的位置，傈僳族保鑣卻說是大群猿猴替她抬兜子過來，這些猿猴稱為靈猴，苗人傳說靈猴為神仙守洞府，就算多陡的峭壁，靈猴也能翻上去，故此她住的地方，一定沒有人到得著，無人知道陳月蘭的居處。

### 大麻子的證言
當年白老大雄心壯志，欲統一江湖，唯有四川哥老會不服，於是白老大入川單挑哥老會總壇，要求自己作「新爺」（「新爺」指的是「一步登天大龍頭」，百年難遇，唯有杜月笙當過），其後雖事敗，但哥老會上下對白老大又敬又怕。衛白夫婦向還在生的哥老會「袍哥大爺」（各堂堂主）致信，希望得到白老大入川的詳細經過。
當中有一名哥老會「袍哥大爺」回應，是為「理堂東閣大爺」（哥老會總壇內八堂中排位第四位置的堂主），人稱大麻子。大麻子表示，當年白老大單挑哥老會總壇，把六個高手重創，但哥老會是個勢力龐大且歷史悠久的幫會，白老大的法子行不通，而哥老會高手打算跟他作車輪戰，白老大決定兵行險著，用說話逼住眾人，要硬接大麻子三掌，倘若皺一皺眉頭，任憑處置。大麻子答應白老大接得下三掌，就親自保他離開。
那時一名女高手鐵頭娘子不服，先一步攻擊白老大，白老大迅即擊退，接著白老大接得下三掌，原來他練了「不哭多笑功」，就算受到極大痛楚，臉上猶有笑容。但他眼前陣陣發黑，不知眼前何景，臉上肌肉不能如意控制，笑容輕佻，竟像調戲婦女一樣。然而鐵頭娘子一望，就迷上了白老大。
大麻子如諾言保他離開，鐵頭娘子也暗暗跟蹤，一直跟到兩里外河邊。白老大吐血栽入河中，一名紫蓬美女上來，正是陳大小姐陳月蘭，如此弱質纖纖女子，竟毫不費力抓起強壯大漢一般的白老大。她向大麻子討獨門掌傷藥，喚來兩匹健馬，將白老大托上了馬背，絕塵而去。從大麻子用「令堂」的稱呼，證實陳月蘭正是白素生母。
大麻子又表示陳二小姐陳月梅的情況，獨目天王與陳月梅在兵變中逃走後，將之帶到韓府，讓她嫁到一名叫人稱「三堂主」的富家子弟韓三，實際上，韓三並非哥老會中人，不過他喜好結交江湖人物，鬧著好玩便被人稱「三堂主」，但其人愛好吸食鴉片，年紀輕輕便死了。（多年之後，陳月梅和何先達曾重禮要求衛白夫婦協助尋找陳月蘭，但被拒絕，事先衛白夫婦並不知道和陳月梅有親屬關係。）而獨目天王因曾單戀陳月蘭，又知沒有成功的希望，相見爭如不見，於是歸隱去了。
大麻子說起鐵頭娘子，當年鐵頭娘子是一個標準的黑裏俏，哥老會上下都想把她據為己有，偏是鐵頭娘子狠辣非常，包括大麻子在內的袍哥大爺都吃過大虧。其中一名人稱大滿老九的袍哥大爺，喝醉欲輕薄鐵頭娘子，結果鐵頭娘子把他的右手齊腕削了下來，但大滿老九又伸出左手，鐵頭娘子把柳葉刀平壓於他左手，聲言就算給他輕薄，也不會跟他，暗示他碰到之後立即自盡，大滿老九唯有放棄。
鐵頭娘子竟是心頭高，當她見到白老大被陳月蘭先一步救起，失神落魄的哭了起來。大麻子一問才知鐵頭娘子誤會白老大眉目傳情挑逗她，大麻子連番解釋她也不聽，就尋白老大去，從此芳蹤杳然，再也沒有人見過她。

### 女兒
接著下來，白素又為紅綾擔心，要到苗疆去，真正目的是要紅綾操控猴子的本領，帶她到靈猴聚居的所在去。但衛斯理問紅綾對她為何如此重要，一段被深深封印記憶如惡魔般溢出，他們記起了自己失蹤多年的女兒。
在衛斯理系列中一篇作品《合成》中，衛斯理提及自己有一個女兒。但其後衛斯理的女兒被虜去，從現場環境和白老大的推測，虜人者是一個絕世高手所為，白老大、衛斯理和白素全力追查，白老大更發動了他所有力量，江湖翻江倒海，觸面之廣，到了連愛斯基摩人的村落都不放過的地步。他們曾懷疑綁票、仇人或外星人所為，但種種蹟像又不似。最終衛斯理和白素精神崩潰，把女兒的事情徹底遣忘。現在，因白素的懷疑，將女兒的記憶回復起來。白素認為，紅綾就是失蹤多年的女兒。

### 木蘭花的證言
白素表示衛斯理和溫寶裕前往降頭之國看降頭師大鬥法的時候（衛斯理系列中一篇小說《鬼混》），她曾和女黑俠木蘭花見過面，木蘭花說知道白素正追尋若干年前苗疆的一次飛機失事的情形，但木蘭花告訴她，苗疆失事並非小型飛機，而是一艘來自外星的宇宙飛船，生還者也是外星人。白素以為木蘭花在調侃她，木蘭花表示是從哥老會的袍哥大爺大滿老九得知，然而他又是從白老大口中得知。白老大絕口不提宇宙飛船的事，必與他在苗疆的經歷有關。
鐵頭娘子單戀白老大，跟了他入苗疆，但大滿老九單戀鐵頭娘子，也跟了鐵頭娘子入苗疆。大滿老九入了苗疆兩年，就聽到白老大陽光土司的傳說。他認為鐵頭娘子應在白老大身邊，故找白老大去。
宇宙飛船失事時，鐵頭娘子、大滿老九和白老大都看到，鐵頭娘子和大滿老九以為是劍仙下凡，白老大則認為是飛機失事，總括三人都是往同一方向走。白老大先到，鐵頭娘子隨後就到，她一見到白老大就撲了上去，白老大認出鐵頭娘子，但鐵頭娘子只聽到「娘子」兩字，高興大叫。白老大莫名其妙，其後越聽越赫然，但鐵頭娘子癡纏不去，大滿老九剛好到，看到這一幕，幾乎發昏，這時候宇宙飛船爆炸，白老大叫兩人幫手救人。
白老大聲色俱厲的叫鐵頭娘子不要誤會，接著到傈僳族人處借繩索，第二天返回出事現場，找到團長，以為團長是生還者。返回峭壁，鐵頭娘子知道真相，急欲跳崖自盡，大滿老九飛身去救，雙雙跌下懸崖，但兩名外星人救了兩人，後又飛走了。鐵頭娘子終知道大滿老九的情意，相擁而哭。
白老大帶兩人回他居住的山洞去，只見還是小孩子的白奇偉哭著上來，白老大看得出發生極不尋常的變故，衝向山洞。接著，他悲憤的走向宇宙飛船位置，宇宙飛船飛走了。他滿腔怨毒的趕走鐵頭娘子和大滿老九兩人，兩人不明所以。
衛白夫婦猜到，陳月蘭也看到鐵頭娘子與白老大相擁，以她剛烈、高傲性格，加上還懷了孕，心中怨恨可想而知，她接著離開，留書出走，遇上那兩名外星人後，被帶到人類足跡無法到達之處，靈猴聚居的大峭壁之上。白老大一直等陳月蘭現身，但她只將剛誕下的白素送返，不肯面見白老大讓他解譯，他也是心高氣傲之人，便帶著一雙兒女離開苗疆，途中又救了殷大德。

### 陳月蘭的報仇
當時木蘭花向白素說，她一個親戚，旋風神偷傳人雲一風在重慶，看到一個刺客行刺軍方要人，那刺客提了包袱，赫然是兩個人頭，雲一風好心下幫了一把。第二天，一名美如仙女，非老亦非少的美人前往答謝，她自稱姓陳，隱居苗疆逾二十年，後來才知父親被殺，仇人還有很多，但是她找兩個首惡算了。她還表示要探望外孫女兒，那時正是衛白夫婦之女被人抱走的十九天前。
衛白夫婦返回苗疆，經藍絲的證實，紅綾的確是他們的親生女兒，眾人經紅綾和靈猴的指引，乘直升機到達陳月蘭居住的地方，但那些一個人也沒有，牆上卻用血字寫上歌謠：「搖搖搖，搖到外婆橋；外婆叫我好寶寶；糖一包，餅一包；搖搖搖，搖到外婆橋！」
衛白夫婦決定把紅綾暫時留在苗疆，兩人輪流或一起陪她，灌輸現代知識。而紅綾得知苗疆外另有廣闊世界，也想去看看。
衛斯理、白素、白奇偉三人去到法國南部，探望隱居的白老大，衛白夫婦告知已經找到女兒。原來白老大一早知道紅綾被陳月蘭抱走了，只是說她可能跟外星人走。然而，衛白夫婦也無奈，痛苦了十多年，能怪罪自己的父親和母親嗎？

## 故事角色
|  | 繼續探險 |

| 角色 | 衛斯理 \| 白素 \| 白奇偉 \| 白老大 \| 衛紅綾 \| 溫寶裕 \| 團長 \| 原振俠 \| 海棠 \| 陳水 \| 陳天豪 \| 獨目天王 \| 陳月蘭 \| 陳月梅 \| 殷大德 \| 傈僳族保標 \| 大麻子 \| 鐵頭娘子 \| 韓三 \| 大滿老九 \| 老蔡 \| 木蘭花 \| 白羽星人 \| 雲一風 \| 何藍絲 \| 靈猴 |

## 衛斯理系列
| 前任者： 073 探險 | 衛斯理系列（按編號） 074                              | 繼任者： 075 圈套 |
| 前任者： 探險     | 衛斯理系列（按連載時序） 1990年9月24日至1991年1月11日 | 繼任者： 圈套     |